# Lyja
La Lyja (en russe : Лыжа) est une rivière de la République des Komis, affluent de la rive gauche du fleuve Petchora.
Sa longueur est de 223 km, la surface de son bassin de 6 620 km2. Son alimentation en eau se fait essentiellement par la fonte de la neige. Elle est gelée depuis la fin octobre - début du mois de novembre et le reste jusqu'à avril-mai.
Elle se jette dans le fleuve Petchora à 792 km de son embouchure dans la mer de Barents. Le village du nom d'Oust-Lyja se situe au confluent avec le Petchora.
Ses principaux affluents sont la Vadma (rive gauche) et la Sigaveï (rive droite).
La Lyja coule dans une région très peu peuplée, dans le raïon de Petchora. Ses rives sont marécageuses, son cours est lent, son tracé sinueux. Quantité de petits ruisseaux se jettent dans la Lyja descendants des collines de la Petchora.
C'est le long des affluents de la Lyja que se déroulèrent les dernières heures des rebelles du Goulag lors du Soulèvement d'Oust-Ousa en février 1942.